# Poliziotto a 4 zampe
Poliziotto a 4 zampe (Katts and Dog) è una serie televisiva canadese di genere poliziesco, trasmessa dal 1988 al 1992.
In originale, nella produzione canadese, il nome del cane protagonista è Rudy. Negli USA è stato scelto di ribattezzare la serie Rin Tin Tin K-9 Cop e per questo il nome fu doppiato in Rinty. Anche in Italia il nome utilizzato è Rinty.

## Trama
La serie televisiva racconta la vita dell'agente dell'unità cinofila K-9 Hank Katts (Jesse Collins) e del suo compagno canino Rinty (Rudolph Van Holstein III) mentre combattono il crimine e le forze del male.
Il pilot presenta Hank Katts come un giovane poliziotto appena uscito dall'accademia che viene assegnato all'unità cinofila suo malgrado e descrive il primo incontro, un po' burrascoso, fra Katts e Rinty. Katts infatti non vuole saperne di avere come compagno un cane, ma poi rimane colpito dalla fedeltà e dal coraggio di Rinty e i due cominciano a forgiare il loro rapporto.
La cognata di Hank Maggie Davenport (Cali Timmins) e il nipote Stevie Katts (Andrew Bednarski) vengono a trovarlo e poco dopo si stabiliscono a vivere con lui.
Nelle stagioni successive, in seguito alla morte di Maggie, Stevie viene affidato allo zio Hank e poi adottato.

## Personaggi

### Principali
- Hank Katts - Jesse Collins. Agente dell'unità cinofila K-9 e compagno di Rinty, è il cognato di Maggie e lo zio di Stevie. Ha perso il fratello, anch'esso poliziotto, marito di Maggie. È un agente attento e pronto a tutto, si trova spesso coinvolto in situazioni di crisi anche fuori servizio. Hank non crede nel rispettare le regole alla lettera e questo è talvolta motivo di scontro con i suoi superiori. È in grado di comprendere intenzioni e stati d'animo di Rinty con facilità. Qualche volta i suoi doveri di poliziotto limitano il tempo da trascorrere con Stevie, ma Hank segue il ragazzo con affetto ed attenzione.
- Rinty - Rudolph Van Holstein III. Sebbene all'inizio l'addestramento come cane poliziotto non sembri dare i suoi frutti, dopo un po' di sforzo da parte di Hank Rinty si dimostra portato per questo lavoro. Rinty è risolutivo nella maggior parte delle situazioni di impasse, in cui Hank o un altro agente si trovano sotto tiro, in quanto è in grado di attaccare il braccio del criminale e disarmarlo. È bravissimo nel fiutare una pista e nel rintracciare una persona rapita o un criminale in fuga. Affettuosissimo nei confronti dei suoi due "umani", per proteggerli può diventare molto aggressivo.
- Stevie Katts - Andrew Bednarski. Figlio di Maggie e nipote di Hank, vive a casa dello zio da quando ha 11 anni e dà una mano alla K-9 nel prendersi cura dei cani. In seguito alla morte della madre Maggie in un incidente aereo, Stevie viene affidato ad Hank ed il loro rapporto di zio-nipote evolve lentamente in padre-figlio; all'inizio della terza stagione l'adozione viene richiesta ed ottenuta. Come tutti gli adolescenti Stevie si caccia talvolta nei guai, ma nel corso della serie si osserva la trasformazione da bambino irrequieto a ragazzo responsabile e sempre pronto a dare una mano. Si trova spesso coinvolto nei casi a cui lavora Hank in quanto presente sul posto, oppure come vittima o ancora interviene in aiuto.

### Secondari
- Maggie Davenport - Cali Timmins. Madre di Stevie e cognata di Hank, è vedova. Crede nei suoi ideali ed è disposta a lottare per essi; sa essere assai testarda. Perde la vita in un incidente aereo.
- Renee Daumier - Denise Virieux. Agente della polizia parigina, a seguito di un programma di scambio viene assegnata alla K-9. Seppure all'inizio inesperta e all'apparenza fredda, diviene un'agente in gamba e un'amica fidata e allegra per tutti i suoi colleghi, specialmente Hank.
- Lou Adams - Dan Martin. All'inizio brusco e riservato, Lou è un elemento importante della K-9 per la sua esperienza; Hank può contare sulla sua amicizia. Nel corso della serie viene promosso a sergente.
- Ron Nakamura - Denis Akayama. Si occupa della parte tecnica e dell'archivio ed è abile con la strumentazione radio ed informatica. Un colpo di proiettile lo costringe sulla sedia a rotelle ed al lavoro d'ufficio, evento che riuscirà ad accettare con il tempo grazie al sostegno della moglie e dei colleghi.

## Episodi
La serie si compone di 5 stagioni, trasmesse in Italia prima da Italia 1 e poi da Europa 7. Tra la terza e quarta stagione è stato prodotto il film: Rin Tin Tin and the Paris Conspiracy.